# 동치제의 섭정
이 문서는 청나라 목종 동치제의 섭정에 대해서 서술한다.

## 청 목종 동치제의 섭정

### 청 목종 동치제의 등극과 치세
청 목종 동치제의 섭정은 중국 청나라 제10대 황제 동치제가 1861년 8월 22일을 기하여 향년 30세로 붕어한 아버지 함풍제의 뒤를 이어 5세 나이로 보위에 올라 1873년 3월 3일을 기하여 친정할 때까지 동치제의 섭정을 거쳐간 자들을 통틀어 이르는 명칭이다.
참고로 동치제는 1873년 3월 3일을 기하여 섭정을 거둔 이후 친정 체제를 본격 시행하다가 이듬해에는 천연두를 앓더니 결국 1874년 12월 17일을 기하여 당시 3세였던 사촌 남동생 광서제에게 보위를 선위하고 퇴위하였으며 이듬해 1875년 1월 12일을 기하여, 상황제 동치는 천연두 투병 끝에 결국 19세로 붕어하였다.

### 역대 동치제 섭정
- 이혁보국군왕 쑤순 - 재임기간: 1861년 8월 22일 ~ 1861년 9월 10일 (이혁보국군왕 쑤순은 함풍제의 방계 친척 조카이자 동치제의 방계 친척 족형.)
- 이혁친왕 짜이위안 - 재임기간: 1861년 9월 10일 ~ 1861년 11월 8일 (이혁친왕 짜이위안은 함풍제의 방계 친척 조카이자 동치제의 방계 친척 족형.)
- 이혁정친왕 돤화 - 재임기간: 1861년 11월 8일 ~ 1861년 12월 15일 (이혁정친왕 돤화는 함풍제의 방계 친척 족숙부이자 동치제의 방계 친척 족조부.)
- 공충친왕 이신 - 재임기간: 1861년 12월 15일 ~ 1863년 3월 3일 (공충친왕 이신은 함풍제의 이복 서제(異服 庶弟)이자 동치제의 이복 숙부.)
- 효정현동황태후 - 재임기간: 1863년 3월 3일 ~ 1870년 3월 3일 (효정현동황태후는 함풍제의 계후(繼后)이자 동치제의 적모(嫡母).)
- 서태후 - 재임기간: 1870년 3월 3일 ~ 1873년 3월 3일 (서태후는 함풍제의 측실(側室)이자 동치제의 생모.)